# Puerta de la Independencia (Corea del Sur)
La Puerta de la Independencia (독립문;獨立門) es una puerta de memorial situada en Seúl, Corea del Sur. La puerta fue construida después de la primera guerra sino-japonesa para inspirar a un espíritu de independencia del estado anterior de Corea como un estado tributario chino que fue declarado por Tratado de Shimonoseki. Fue diseñado por Seo Jae-pil.

## Descripción
La Puerta de la Independencia fue construida para reemplazar a la Puerta de Yeongeunmun                       (영은문;迎恩門), que era un símbolo de las relaciones diplomáticas entre Corea y la dinastía Qing. Para recaudar fondos para la construcción, la Independence Club recogía las contribuciones. Los dos pilares de soporte de la Puerta de Yeongeunmun permanecen frente a la Puerta de la Independencia.
La construcción de la puerta comenzó el 21 de noviembre de 1896, y se concluyó el 20 de noviembre de 1897. 
El diseño, por Seo Jae-pil, se inspira en el arco de triunfo de París. Mide 14.28 metros de altura, 11.48 metros de ancho y se compone de aproximadamente 1.850 piezas de granito. Mientras que la Puerta de la Independencia una vez se sentó a horcajadas Tongil-ro, se trasladó en 1979, para la construcción de la Seongsan-ro. Ahora se encuentra en el Parque de la Independencia, unos 70 metros al noroeste de su posición original.Foto que muestra la construcción de Seongsan-ro El acceso a la puerta estaba restringido para gran parte de su historia, pero se reabrió después de la terminación del Parque de la Ondependencia de Seodaemun el 28 de octubre de 2009. Los visitantes pueden caminar bajo la puerta en sí mismo.

### Editorial de Noticias Independientes

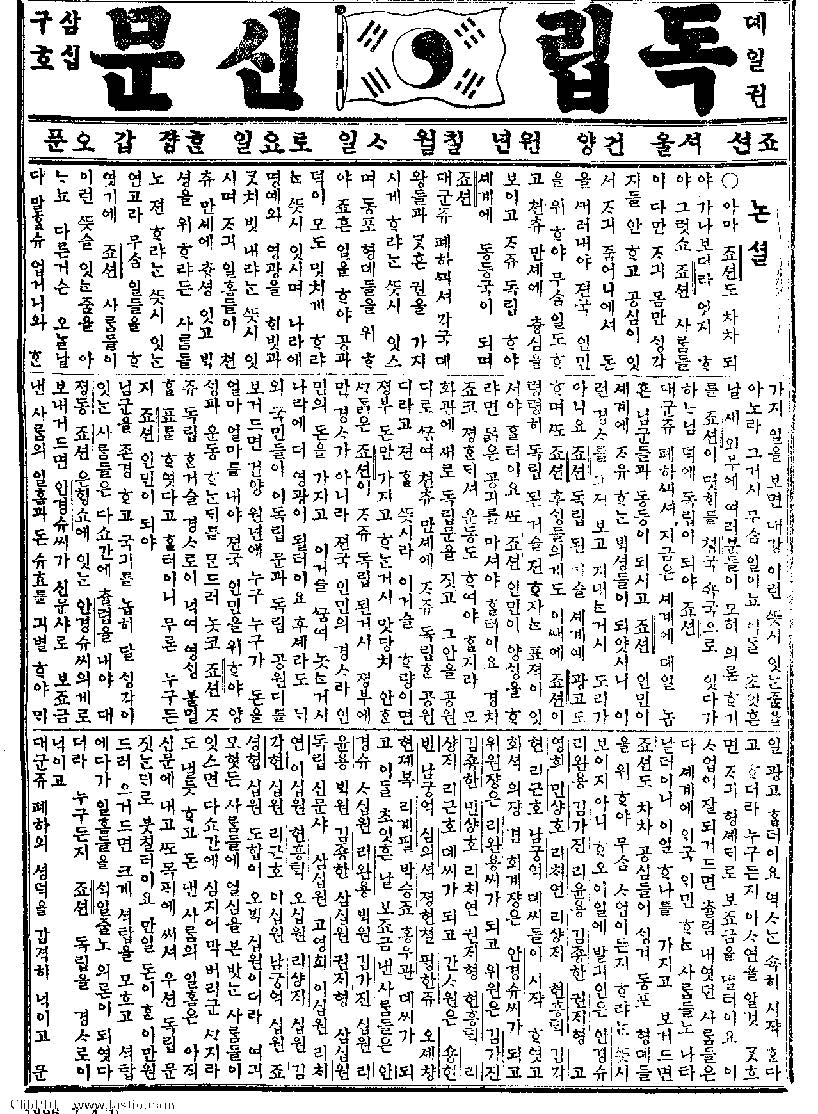
El editorial de Independent News dijo: felicidades por la independencia de Corea del imperio de Qing (Seo Jae-pil), 4 de julio de 1896)

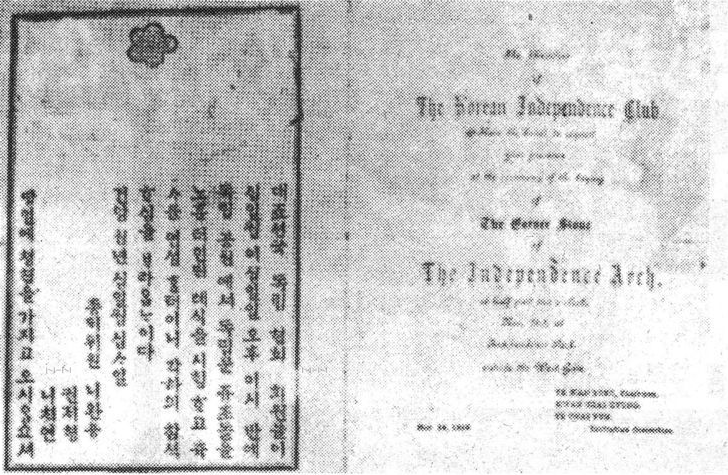
Una imagen de la invitación a la ceremonia de inauguración de la Puerta de la Independencia

El 4 de julio de 1896, un periodista coreano Soh Jaipil escribió un editorial de noticias independiente expresando sus felicitaciones sobre la independencia de Corea de la regla de Qing.

Las felicitaciones para la independencia de Corea de la dinastía de Qing
Español

Gracias a la voluntad de Dios, Corea, después de muchos soles (años) de servir como un estado vasallo de la dinastía Qing, se ha convertido en una nación plenamente independiente. Ahora , el monarca de Corea está en igualdad de condiciones con los líderes del mundo, y el pueblo coreano está libre. Debido a la importancia de este evento auspicioso , este símbolo servirá como un recordatorio para el mundo y para las futuras generaciones de coreanos de independencia eterno de Corea, así como ser un lugar donde el público coreano puede ejercer y disfrutar del aire fresco, tranquilo, y paisaje.

Coreano Moderno(한국어)

조선이 몇 해를 청나라의 속국으로 있다가 하나님 덕에 독립이 되어 조선 대군주 폐하께서 지금은 세계의 제일 높은 임금들과 동등이 되시고, 조선 인민이 세계에서 자유로운 백성이 되었으니, 이런 경사를 그저 보고 지내는 것이 도리가 아니요, 조선 독립된 것을 세계에 광고도 하며, 또 조선 후생들에게도 이때에 조선이 분명하게 독립된 것을 전하자는 표적이 있어야 할 터이요. 또 조선 인민이 양생을 하려면 맑은 공기를 마셔야 할 터이요, 경치 좋고 맑은 데서 운동도 하여야 할지라. 

- "Independent News" 4 de julio de 1896

## Locación
Parque de la Independencia de Sedaemun, incluyendo la Puerta de la Independencia, es fácilmente accesible desde las salidas de 4 o 5 de la Estación Dongnimmun en Metro de Seúl Línea 3.